# Uwe Boll
Uwe Boll (Wermelskirchen, 22 giugno 1965) è un regista, sceneggiatore, produttore cinematografico e attore tedesco.
È il fondatore della società di produzione cinematografica Boll KG, da cui riceve i finanziamenti per i propri film, molti dei quali hanno la caratteristica comune di essere tratti da videogiochi.

## Biografia
Boll, da giovane promettente pugile, ha studiato letteratura ed economia alle università di Colonia e Siegen. Nel 1992 fonda la casa di produzione e distribuzione cinematografica Boll KG, di cui tutt'oggi è amministratore delegato e socio fondatore. Nel 1995 ottiene il dottorato di letteratura. Dal 1995 al 2000 è stato impegnato nella carriera di produttore cinematografico e regista presso la società Taunus Film-Produktions GmbH. Il regista ha sempre avuto un rapporto conflittuale con i mass media e i fan che lo accusano di aver rovinato molti videogiochi trasponendoli per il grande schermo: lui però non si è mai tirato indietro, affrontando l'opinione pubblica con metodi non ortodossi, come quando nel 2006 sfidò apertamente i critici in un match di boxe (i quali accettarono e persero).
Lo stesso capita con i suoi fan, ai quali nel 2008 ha dichiarato che interromperà la sua carriera di regista non appena verranno raccolte un milione di firme favorevoli, cui subito i fan hanno risposto mettendo una petizione on-line che ha raggiunto in pochi giorni le 150 000 firme, costringendo Boll ad una replica (pubblicata su YouTube), in cui, oltre ad attaccare pesantemente Eli Roth e Michael Bay, confida nel successo di una possibile petizione a suo favore. In un'intervista successiva, dopo l'indifferenza mostrata da parte di Bay, Boll lo sfida pubblicamente in un match di boxe, rincarando poi la dose nonostante Bay non avesse ancora accettato. Nel 2009 ha vinto 2 Razzie Award come peggior regista e peggior carriera.
Fuori dalle pellicole sui videogiochi, Uwe Boll ha però affrontato anche temi seri e sociali, come in Heart of America sui massacri nelle scuole, Darfur sul conflitto del Darfur, Stoic basato su fatti carcerari veri, Rampage e Rampage - Giustizia capitale sul sistema della vendita delle armi in America e della politica americana e globale degli ultimi anni, Tunnel Rats sulla guerra del Vietnam, Assalto a Wall Street sulla crisi economica del 2007, Auschwitz sul campo di sterminio di Auschwitz, Barschel - Mord in Genf sulla teoria cospirativa della morte di un politico tedesco, Amoklauf, Sanctimony, Seed e Rampage sui serial killer, Max Schmeling su un pugile realmente esistito.

## Filmografia

### Regista
- German Fried Movie (1991)
- Barschel - Mord in Genf? (1993)
- Amoklauf (1994)
- Il Primo Semestre (1997)
- Sanctimony (2000)
- Blackwoods (2001)
- Heart of America (2003)
- House of the Dead (2003)
- Alone in the Dark (2005)
- BloodRayne (2005)
- In the Name of the King (2007)
- Seed (2007)
- Postal (2007)
- BloodRayne 2 (2007)
- Tunnel Rats (2008)
- Far Cry (2008)
- Stoic (2009)
- Rampage (2009)
- Darfur (2009)
- The Final Storm (2010)
- Max Schmeling (2010)
- Auschwitz (2011)
- BloodRayne: The Third Reich (2011)
- Blubberella (2011)
- In the Name of the King 2: Two Worlds (2011)
- Assalto a Wall Street (2013)
- Suddenly (2013)
- In the Name of the King 3 - L'ultima missione (2014)
- The Profane Exhibit (2014) (segmento "Basement")
- Rampage - Giustizia capitale (Rampage: Capital Punishment) (2014)
- Rampage - Attacco al Presidente (2016)
- Hanau (2022)
- First Shift (2024)

### Sceneggiatore
- German Fried Movie (1991)
- Barschel - Mord in Genf? (1993)
- Amoklauf (1994)
- Il Primo Semestre (1997)
- Sanctimony (2000)
- Blackwoods (2002)
- Heart of America (2003)
- Seed (2007)
- Postal (2007)
- Tunnel Rats (2008)
- Stoic (2009)
- Rampage (2009)
- Darfur (2009)
- Auschwitz (2011)
- Blubberella (2011)
- Assalto a Wall Street (2013)
- Rampage - Giustizia capitale (2014)
- Rampage - Attacco al Presidente (2016)
- Hanau (2022)
- First Shift (2024)

### Produttore
- Barschel - Mord in Genf? (1993)
- Amoklauf (1994)
- Il Primo Semestre (1997)
- Fake - Die Fälschung (1998)
- Sanctimony (2000)
- Fíaskó (2000)
- L'amour, l'argent, l'amour (2000)
- Gli Angeli non dormono qui (2001)
- Blackwoods (2002)
- Heart of America (2003)
- House of the Dead (2003)
- Alone in the Dark (2005)
- BloodRayne (2005)
- In the Name of the King (2007)
- Seed (2007)
- Postal (2007)
- They Wait (2007)
- BloodRayne 2 (2007)
- Tunnel Rats (2008)
- Far Cry (2008)
- Alone in the Dark II (2009)
- Stoic (2009)
- Rampage (2009)
- Darfur (2009)
- The Final Storm (2010)
- Max Schmeling (2010)
- Eaters (2010)
- Auschwitz (2011)
- BloodRayne: The Third Reich (2011)
- Blubberella (2011)
- In the Name of the King 2: Two Worlds (2011)
- Zombie Massacre (2013)
- Assalto a Wall Street (2013)
- Suddenly (2013)
- Red Reaper (2013)
- The Profane Exhibit (Episodio "Basement") (2013)
- Prisoners of the Sun (2013)
- In the Name of the King 3 - L'ultima missione (2014)
- Viy (2014)
- Seed 2: The New Breed (2014)
- Rampage - Giustizia capitale (2014)
- Morning Star (2014)
- Apocalisse Zero: Anger of the Dead (2015)
- Zombie Massacre 2: Reich of the Dead (2015)
- Rampage - Attacco al Presidente (2016)
- Welcome to Willits (2016)
- House of Evil (2017)
- Hanau (2022)
- First Shift (2024)

### Attore
- German Fried Movie - Cercatore del pericolo (1991)
- Barschel - Mord in Genf? - Uomo che dorme nel cinema (1993)
- Seed - Guardia carceraria (2007)
- Postal (2007)
- Raging Boll (2010)
- Auschwitz - Guardia SS (2011)
- Blubberella - Adolf Hitler (2011)
- Zombie Massacre - Presidente degli Stati Uniti d'America (2013)
- NinetyTwo (2014)
- Rampage - Giustizia capitale - Andy Il Produttore (2014)
- La Petite Mort: Nasty Tapes (2014)
- ABCs of Superheroes - Presidente (2015)
- Fuck You All: The Story of Uwe Boll (2018)
- Do Not Expect Too Much from the End of the World (Nu aștepta prea mult de la sfîrșitul lumii), regia di Radu Jude - se stesso (2023)